# 管理風格
管理風格是有關作決定和與下屬相處的個人特色。根據不同的作者，管理風格常可分為兩種的相異類型：專制與寬容或是專制式、家長式和民主式的區別。然而，依不同的情況常需要不同的領導風格。

## 專制型
專制風格是指經理人單方面作出決定，縱使有最具天賦和經驗的下屬也不徵詢意見。因此，決策往往反映其個人意見和性格，展現出自信且管理完善的能力形象，但可能隱藏著經營不善的情況。由於自主決策受限，甚至不能在未經許可的情況下做事，技術嫻熟的下屬可能會因此感到惱火。因而組織運作不順，專制管理者容易限制員工與董事會之間的聯繫，所以只有正面的訊息被傳達，所以一切看似順利。下屬也不被鼓勵進行任何改造，因為他們的任何舉措都將招致批評，所以下屬流動率普遍很高。有兩種類型的專制領導人：指導式獨裁者單方面作出決定而微控管理下屬所有行動、寬容的獨裁者自行作決定但讓下屬在執行工作時有些空間。這種風格常短暫用於危機時期，因討論時間不足，管理人員只能下令。這些命令需要立即由工作人員遵守，以便不會引起更多麻煩。它也用於軍事和警察部隊的指揮，指令需要毫不猶豫地認真執行。
獨裁者風格否定任何形式的團隊合作。因為擔心失去威信，這類管理者拒絕授權。但沒有新的想法或回饋，組織容易變得陳舊疲憊。因為沒有人被允許協助，管理者獨攬一切而精疲力盡，導致虛假的優越感，以及下屬的無能感受。最好的員工將被這種糟糕作法趕走，只剩下最沒有能力的下屬，造成乏善可陳的僵化組織，而終將在獨裁者生病或離開時瓦解。

## 家長型
家長式風格基本上也是獨裁的。然而，決策會同時考慮到員工和業務的最大利益。一般普遍較少雙向溝通，但仍鼓勵對管理人員回饋以保持士氣。由於注重社交需求，這種風格在提高員工忠誠度、從而降低人員流動率上具有相當優勢。另一方面，在此管理風格中，如果管理者和員工之間沒有建立忠誠聯繫，則缺乏工作動機是普遍的現象。它與專制風格有相似缺陷，如員工容易依賴領導者。但是，可使用開門政策來減少員工間衝突，並賦予他們制定標準的權力以提高工作績效。

## 民主型
在民主風格中，經理允許員工參與決策，因此一切措施都要得到多數人的同意。雙向溝通交流廣泛（從員工到領導者，反之亦然）。當需要不同專業技能的複雜決策時，這種風格特別有用：例如，當需要建立新的資訊通訊系統，業務主管卻不熟悉電子產品時。從整體業務的角度來看，工作滿意度和成果品質將有所提升，且下屬的參與貢獻會高得多。但是，決策過程可能會異常緩慢，除非能精簡決策流程。

## 混亂型
這是一種現代風格的管理模式，混亂型管理讓員工完全掌控決策過程，而沒有傳統管理階層來指揮。不少公司採取這種風格來管理，而且成為最具影響力的新創企業。

## 放任型
放任風格管理者在公司需要的時候才提供指導，員工可以讓自己的想法和創造力在其特定領域蓬勃發展。經理被視為導師而不是領導者，比起混亂型更鬆散的管理使得許多學者質疑其功效。

## 走動式管理
走動式管理是主動聆聽者類型的經理人常使用的技術。使用這種風格的經理盡可能地收集訊息，使得困難情況不會變成更大的麻煩。仔細聆聽員工意見和疑慮有助於避免潛在的危機。走動式管理風格為管理人員帶來好處，是藉由提供流程和政策有關的即時未過濾資訊，而這些內容通常被排除在正式溝通渠道之外。到處走動使得管理人員了解組織中的士氣水平，如果有麻煩也可以提供幫助。
走動式管理的隱憂是管理人員常會當場更改員工的決定。經理人必須保持作為教練和顧問的角色，而不是主管。必須讓員工負起決策責任，管理者才能確保最快的反應時間。
走動式管理的缺陷在於員工可能會全力支持管理人員的介入，因此要盡量讓員工作主，並信任他們的決定。在走動之間的互動會被當成是微觀管理的指令，所以使用這種管理風格需要有足夠的待人技巧和情緒智商。管理階層容易在對談中掌握過多的主導權，管理人員應只在解決問題對組織更有利時才干預，而不是抹煞員工發展處理下一個情況的機會。

## 延伸閱讀
- Tannenbaum, R., Schmidt, W (1973). How to choose a leadership pattern. Harvard Business Review, May/June 1973.